# Општина Тија Маре (Олт)
Тија Маре (рум. Tia Mare) општина је у Румунији у округу Олт.
Oпштина се налази на надморској висини од 44 m.